# Elvin Jones
Elvin Ray Jones (ur. 9 września 1927 w Pontiac, zm. 18 maja 2004 w Englewood w stanie New Jersey) – amerykański perkusista jazzowy. Laureat NEA Jazz Masters Award 2003.

## Życiorys
Wśród licznego rodzeństwa Elvin Jones miał dwóch starszych braci: pianistę Hanka i trębacza Thada.
W wieku 13 lat Elvin Jones ćwiczył grę na perkusji po 8–10 godzin dziennie. Pod koniec lat 40. XX wieku trafił do Detroit, gdzie związał się z tamtejszą sceną jazzową, a w latach 50. znalazł się w Nowym Jorku, gdzie jego kariera rozwinęła się na dobre. W drugiej połowie lat 50. stał się znaczącą postacią sceny hardbopowej. Nagrywał i występował z takimi postaciami jazzu, jak Paul Chambers, Miles Davis i Charlie Parker. W latach 1960–1965 był członkiem kwartetu Johna Coltrane`a biorąc udział w nagraniach płyt A Love Supreme, Impressions i Ascension. Następnie występował z zespołem Duke'a Ellingtona, a także prowadził szereg własnych, większych lub mniejszych zespołów. Jednym z nich był The Elvin Jones Jazz Machine, w którym znaleźli się także m.in. Joe Farrel i George Coleman. Później współpracował m.in. z Jimmym Garrisonem, Dave'em Liebmanem i Wyntonem Marsalisem.
W 1988 wziął udział w trasie „A Love Supreme”, honorującej pamięć Johna Coltrane'a, w 1993 w ciągu 6 tygodni odwiedził 14 państw w obu Amerykach, a ostatni koncert zagrał w kwietniu tego roku w kalifornijskim Oakland.
Brał udział w nagraniu co najmniej kilkudziesięciu płyt, w tym kilkunastu jako lider.
W 1991 został wprowadzony do Percussive Hall of Fame.

## Ciekawostki
- Magazyn „Life” nazwał Elvina Jonesa „najwspanialszym perkusistą rytmicznym świata”[4].

## Dyskografia

### Jako lider
| Rok  | Album                   | Skład                                                                  | Firma               |
| ---- | ----------------------- | ---------------------------------------------------------------------- | ------------------- |
| 1961 | Together!               | Philly Joe Jones                                                       |                     |
| 1961 | Elvin Jones & Company   | nieznany                                                               |                     |
| 1961 | Elvin!                  | nieznany                                                               |                     |
| 1963 | Illumination!           | Jimmy Garrison                                                         | Impulse!            |
| 1965 | Dear John C.            | nieznany                                                               | Impulse!            |
| 1967 | Heavy Sounds            | Richard Davis, Frank Foster, Billy Greene                              | Impulse!            |
| 1968 | Puttin' It Together     | nieznany                                                               | Blue Note Records   |
| 1969 | Polycurrents            | nieznany                                                               | Blue Note Records   |
| 1970 | Coalition               | nieznany                                                               | Blue Note Records   |
| 1971 | Genesis                 | nieznany                                                               | Blue Note Records   |
| 1972 | Live at the Light House | nieznany                                                               | Blue Note Records   |
| 1973 | At This Point in Time   | nieznany                                                               | Blue Note Records   |
| 1974 | Mr. Thunder             | Milton Suggs, Roland Prince, Luis Agudo, Sjunne Ferger, Steve Grossman | East West Records   |
| 1978 | Remeberance             | Pat LaBarbera, Michael Stuart, Roland Prince                           | MPS Records         |
| 1982 | Brother John            | nieznany                                                               | Quicksilver Records |
| 1992 | Youngblood              | nieznany                                                               | Enja Records        |
| 2004 | The Truth               | nieznany                                                               | Half Note           |

### Jako członek zespołu
| Rok  | Album                                         | Lider                      | Firma            |
| ---- | --------------------------------------------- | -------------------------- | ---------------- |
| 1948 | Swing...Not Spring!                           | Billy Mitchell             | Savoy Records    |
| 1955 | Blue Moods                                    | Miles Davis                | Prestige Records |
| 1956 | Farmer's Market                               | Art Farmer                 | New Jazz         |
| 1957 | Paul Chambers Quintet                         | Paul Chambers              | Blue Note        |
| 1957 | Live at the Village Vanguard                  | Sonny Rollins              | Blue Note        |
| 1958 | "Reflections-Steve Lacy Plays Thelonius Monk" | Steve Lacy                 | New Jazz (8206)  |
| 1959 | Sketches of Spain                             | Miles Davis                | Columbia         |
| 1960 | Coltrane Plays the Blues                      | John Coltrane              | Atlantic         |
| 1960 | Coltrane's Sound                              | John Coltrane              | Atlantic         |
| 1960 | My Favorite Things                            | John Coltrane              | Atlantic         |
| 1961 | Olé Coltrane                                  | John Coltrane              | Atlantic         |
| 1961 | Africa/Brass                                  | John Coltrane              | Impulse!         |
| 1961 | Live at the Village Vanguard                  | John Coltrane              | Impulse!         |
| 1961 | Into Something                                | Yusef Lateef               | New Jazz         |
| 1961 | Motion                                        | Lee Konitz                 | Verve            |
| 1962 | Ready for Freddie                             | Freddie Hubbard            | Blue Note        |
| 1962 | Ballads                                       | John Coltrane              | Impulse!         |
| 1962 | Coltrane                                      | John Coltrane              | Impulse!         |
| 1962 | Inception                                     | McCoy Tyner                | Impulse!         |
| 1963 | Today and Tomorrow                            | McCoy Tyner                | Impulse!         |
| 1963 | Impressions                                   | John Coltrane              | Impulse!         |
| 1963 | John Coltrane and Johnny Hartman              | Coltrane, Johnny Hartman   | Impulse!         |
| 1963 | Live at Birdland                              | John Coltrane              | Impulse!         |
| 1964 | Crescent                                      | John Coltrane              | Impulse!         |
| 1964 | A Love Supreme                                | John Coltrane              | Impulse!         |
| 1964 | Judgment!                                     | Andrew Hill                | Blue Note        |
| 1964 | Stan Getz and Bill Evans                      | Stan Getz, Bill Evans      | Verve            |
| 1964 | Bob Brookmeyer and Friends                    | Bob Brookmeyer             | Verve            |
| 1964 | Night Dreamer                                 | Wayne Shorter              | Blue Note        |
| 1964 | JuJu                                          | Wayne Shorter              | Blue Note        |
| 1964 | Speak No Evil                                 | Wayne Shorter              | Blue Note        |
| 1964 | McCoy Tyner Plays Ellington                   | McCoy Tyner                | Impulse!         |
| 1964 | Matador                                       | Grant Green                | Blue Note        |
| 1964 | Street of Dreams                              | Grant Green                | Blue Note        |
| 1964 | Solid                                         | Grant Green                | Blue Note        |
| 1964 | "Talkin' About!"                              | Grant Green                | Blue Note        |
| 1964 | In 'N Out                                     | Joe Henderson              | Blue Note        |
| 1964 | Inner Urge                                    | Joe Henderson              | Blue Note        |
| 1964 | Into Somethin'                                | Larry Young                | Blue Note        |
| 1965 | Unity                                         | Larry Young                | Blue Note        |
| 1965 | Rip, Rig and Panic                            | Roland Kirk                | Limelight        |
| 1965 | I Want to Hold Your Hand                      | Grant Green                | Blue Note        |
| 1965 | The John Coltrane Quartet Plays               | John Coltrane              | Impulse!         |
| 1965 | Transition                                    | John Coltrane              | Impulse!         |
| 1965 | First Meditations                             | John Coltrane              | Impulse!         |
| 1965 | Sun Ship                                      | John Coltrane              | Impulse!         |
| 1965 | Meditations                                   | John Coltrane              | Impulse!         |
| 1965 | One Down, One Up: Live at the Half Note       | John Coltrane              | Impulse!         |
| 1966 | Live in Seattle                               | John Coltrane              | Impulse!         |
| 1966 | East Broadway Rundown                         | Sonny Rollins              | Impulse!         |
| 1966 | Blue Spirits                                  | Freddie Hubbard            | Blue Note        |
| 1967 | The Lee Konitz Duets                          | Lee Konitz                 | Milestone        |
| 1967 | The Real McCoy                                | McCoy Tyner                | Blue Note        |
| 1968 | Love Call                                     | Ornette Coleman            | Blue Note        |
| 1970 | Extensions                                    | McCoy Tyner                | Blue Note        |
| 1975 | Trident                                       | McCoy Tyner                | Milestone        |
| 1976 | Together                                      | Oregon                     | Vanguard         |
| 1987 | But Beautiful                                 | Lew Soloff                 | King Records     |
| 1995 | After the Rain                                | John McLaughlin            | Verve            |
| 1999 | Jones for Elvin – Volume 1                    | Steve Griggs               | Hip City Music   |
| 1999 | Jones for Elvin – Volume 2                    | Steve Griggs               | Hip City Music   |
| 2001 | Bill Frisell with Dave Holland & Elvin Jones  | Bill Frisell, Dave Holland | Nonesuch         |